# Chó săn Andalusia
Chó Hound Andalusia (tiếng Tây Ban Nha: Podenco andaluz) là giống chó có nguồn gốc từ Tây Ban Nha, đặc biệt là Andalusia. Những con chó này tương tự như các giống Iberia khác như chó Hound Ibiza, chó Podengo Bồ Đào Nha, chó Podenco Canario và chó Hound Maneto. Trong bán đảo Iberia có những bức tranh hang động vẽ hình các con chó với một sự tương đồng mạnh mẽ với các loài chó ở trên. Các giống chó giống với loài này, bao gồm chó Cirneco dell'Etna và chó Hound Pharaoh, đã được nuôi trong nhiều lưu vực của Địa Trung Hải từ thời cổ đại. Mặc dù có niềm tin rộng rãi rằng chó Podenco đã được người Phoenicia đưa vào Tây Ban Nha cách đây khoảng 3.000 năm, nhưng các nghiên cứu di truyền gần đây đã kết luận rằng những con chó này thực sự có quan hệ di truyền chặt chẽ với những con chó săn châu Âu khác và không mang tính "nguyên thủy" hơn những loài khác.

## Tiêu chuẩn và công nhận
Mặc dù là một giống chó cổ xưa của bản địa, cho đến năm 1990 giống chó này mới được công nhận chính thức với sự hình thành của một câu lạc bộ giống chó riêng để thúc đẩy sự phát triển của các tiêu chuẩn giống. Phillipe Bloque-Rentón và các đồng nghiệp tại trường đại học thú y Córdoba đã tiến hành các nghiên cứu cần thiết để xác định giống chó này. Nghiên cứu của họ, được trình bày tại Hội nghị chuyên đề giống chó Tây Ban Nha lần thứ hai vào năm 1992, được công nhận bởi Hiệp hội chó Tây Ban Nha (Royal Spanish Dog Society, RSCE) vào tháng 4 năm đó như là một tiêu chuẩn giống đã được xác định. Ở Tây Ban Nha, chó Hound Andalucia được bao gồm trong Nhóm V - Spitz và các loại nguyên thủy, dưới Mục 7, Kiểu nguyên thủy - chó săn. Tuy nhiên, giống này không được Fédération Cynologique Internationale (FCI) hay bất kỳ hiệp hội giống chó quốc tế nào khác công nhận, do số lượng lớn các bản phối giống với chó tiêu chuẩn Podengo của Bồ Đào Nha - một thực tế khiến các hiệp hội giống chó nghi ngờ về tính riêng biệt của giống chó này.
Vào tháng 1 năm 2015, chó Hound Andalusia được công nhận mức quốc gia ở Đức.

## Các biến thể

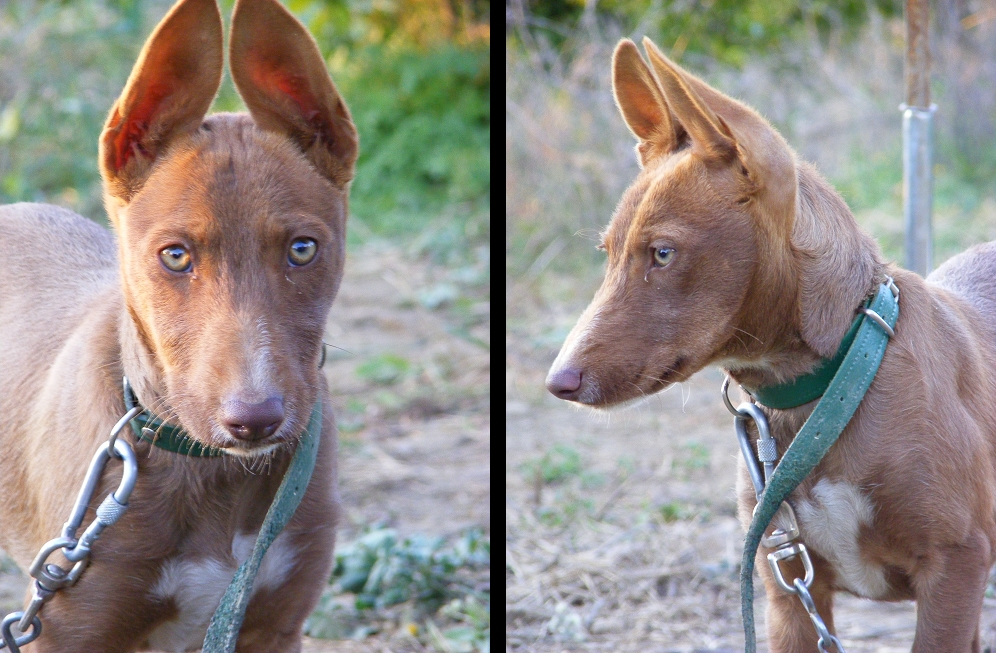
Chó Hound Andalucia (mặt trước- mặt bên)

Giống như chó Podengo Bồ Đào Nha, chó Hound Andalusia có ba kích cỡ (lớn, trung bình và nhỏ) và với ba loại lông (cứng, dài và mịn). Sự kết hợp các yếu tố này có thể tạo ra chín giống chó khác nhau. Ngoài ra còn có một giống lùn hoặc basset có nguồn gốc từ chó Hound Andalusia cỡ trung bình - được gọi là chó Maneto vì đôi chân ngắn, mập mạp của nó. Giống chó Maneto đã được RSCE tạm thời chấp nhận như một giống chó riêng biệt.